# Antițigănism
Antițigănismul (în engleză Antiromanism, în franceză Antitziganisme, în germană Antiziganismus, în rusă Антицыганизм, transliterat: Antițîganizm) reprezintă ostilitatea, prejudecata sau rasismul direcționate către romi. Romii constituie astăzi una dintre cele mai vulnerabile comunități din Europa și cea mai marginalizată, săracă și persecutată, fiind o țintă frecventă a discriminării și prejudecății populațiilor majoritare. Există trei grupuri principale care poartă denumirea generală de romi: romi, sinti și kale.
Romii reprezintă cea mai numeroasă minoritate din Europa, aici trăind intre 10 și 12 milioane de persoane. În prezent discriminarea față de această minoritate etnică este raportată la scară largă în multe dintre țările europene. Mai mult de 70% (aproximativ 8 milioane de oameni) din populația romă din Europa trăiește în sărăcie lucie, membrii săi fiind adesea marginalizați și victime ale abuzurilor și segregării rasiale, iar potrivit UNICEF doar 20% din copiii de etnie romă din estul Europei sunt înscriși la școala primară.
Forțată să se stabilească în câteva părți din Europa în secolul al XIV-lea, iar în România trăind înrobiți aproape jumătate de mileniu, până în 1856, populația romă a fost supusă persecuției și discriminării secole la rând, încă de la începutul pătrunderii sale pe continentul european. Într-un raport special din 2001 The Economist a descris romii din Europa ca fiind la limita de jos a tuturor indicatorilor socio-economici: oamenii cei mai săraci, mai puțin angajați, mai puțin educați, cu durata de viață cea mai redusă, mai dependenți de ajutoare sociale, mai frecvent întemnițați și cei mai segregați. Această realitate, susține un raport Amnesty International, este rezultatul prejudecăților - secole de acte individuale și societale de discriminare, care au împins majoritatea covârșitoare a populațiilor rome la limitele societății - și ceea ce îi ține în continuare acolo.
S-au identificat cel puțin trei forme de prejudecată și rasism împotriva romilor:
- antițigănism individual/personal - când cineva manifestă atitudini rasiste față de romi;
- antițigănism instituționalizat - când o instituție se angajează în comentarii rasiste sau acționează cu intenția de a face rău romilor;
- antițigănism instituționalizat personal - când un individ care se bucură de un anumit nivel de putere și poziție într-o instituție își manifestă propriile sentimente rasiste ca venind din partea instituției pe care o reprezintă.[17]

Ca și în cazul altor grupuri sociale, discriminarea socială sistematică a romilor le afectează acestora accesul la educație, locuință, îngrijire medicală și oportunități de angajare adecvate, creând astfel un cerc vicios al excluderii și eșecului. Se estimează că 80% din incidentele legate de antițigănism nu sunt raportate.

## Discriminarea romă în Evul Mediu
La începutul secolului al XIII-lea se menționează în registrele Imperiului Bizantin prezența unor așa-numiți Atsínganoi care sunt descriși ca fiind un popor de vrăjitori care fac farmece inspirați de diavol și care pretind că ghicesc viitorul.
În secolul al XVI-lea, romii se răspândiseră deja pe întregul continent european și pentru a-și duce traiul munceau ca și confecționeri de căldări, muzicanți sau ca ostași.
În Slovacia și vestul Ungariei și al Croației se emiseseră ordine împotriva romilor care erau considerați spioni ai turcilor. Prima lege împotriva romilor a fost promulgată în Moravia în 1538 și trei ani mai târziu împăratul Ferdinand I a poruncit ca toți romii din regatele sale să fie expulzați după un incident produs la Praga. În 1548, o lege a localității germane Augsburg zicea că: cine va voi să omoare un țigan nu va fi învinuit de ucidere. În 1556 legea a devenit mai severă acuzând totuși pe cei care îneacă sau sufocă femei și copii de etnie romă.
În Anglia, în anul 1530 se interzicea intrarea romilor în țară și se poruncea celor deja intrați să părăsească teritoriul englez în termen de 15 zile. Cei care nu se supuneau poruncii erau întemnițați, deportați și li se confiscau bunurile și proprietățile. Ordinul a fost reformulat în 1554; noua versiune permitea romilor care renunțau la respingătoarele, deviantele și nelegiuitele forme de viață și tovărășii și renunțau la nomadism să trăiască în Anglia, iar nerespectarea acestor mențiuni ducea la execuție.

## Antițigănismul în secolul al XVIII-lea

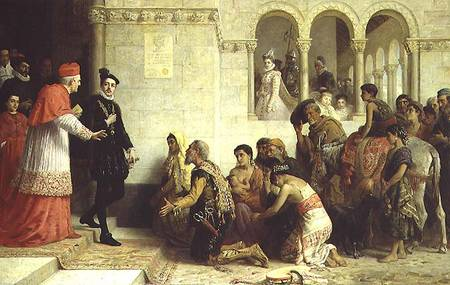
Edwin Longsden Long - Expulzarea țiganilor din Spania

În 1710, împăratul Iosif I al Sfântului Imperiu Roman a emis un ordin prin care a poruncit ca toți bărbații adulți să fie spânzurați, iar femeile și copiii să fie loviți și expulzați pentru totdeauna. În Moravia li se tăia urechea stângă, iar în Boemia cea dreaptă. În Austria erau însemnați pe spate cu un fier încins când erau arestați. La un eventual al doilea arest, aceștia puteau fi identificați ca recidiviști, crescându-le astfel pedeapsa. Persoanele care nu conlucrau cu poliția în prinderea romilor sau care îi ajutau pe aceștia să se ascundă erau pedepsite de lege.
Chiar dacă marea majoritate a romilor părăsiseră imperiul s-au produs și unele masacre. În 1721 împăratul Carol al VI-lea a înăsprit legea incluzând executarea femeilor adulte de etnie romă, îndepărtarea minorilor din familiile rome și instituționalizarea acestora în centre de reeducare. În 1774 împărăteasa Maria Terezia a emis un ordin prin care interzicea căsătoriile cu romi. O femeie de etnie romă, pentru a se căsători cu cineva din afara etniei, trebuia să prezinte dovezi prin care să demonstreze că are un loc de muncă stabil și că provine dintr-o familie care împărtășea valorile Bisericii Catolice, iar un bărbat de etnie romă trebuia să dovedească că poate întreține o femeie și copii. Copiii mai mari de 5 ani trebuiau să fie îndepărtați din familiile rome și educați de cetățeni din afara etniei.
În Principatele Române, moșierii și mănăstirile ortodoxe țineau romi în sclavie. În anul 1837, divanul Țării Românesti a dezrobit romii care aparțineau statului, colonizându-i în satele boierești. Romii au primit pământuri arabile și au fost tratați ca țărani liberi. Câțiva ani mai târziu, în Moldova, domnitorul Mihail Sturdza a urmat exemplul domnitorului Alexandru Dimitrie Ghica din Țara Românească și în 1844 a prezentat Adunării Obștești un proiect de abolire pentru romii clerului și pentru cei care practicau meserii în orașe. Proiectul a fost votat și, la scurt timp după aceea, domnul Gheorghe Bibescu al Țării Românești a dezrobit romii care aparțineau boierilor. În 1848, revoluția din Țara Românească a obținut abolirea totală a sclaviei, însă aceasta a fost reinstaurată în curând, după ce Imperiul Țarist și Imperiul Otoman au pătruns în Țările Române.
În urma unor ample revolte, robia romilor a fost abolită definitiv la 22 decembrie 1855 în Moldova și la 20 februarie 1856 Țara Românească.

## Poraimos
Poraimos este genocidul nazist împotriva romilor în timpul celui de-al Doilea Război Mondial, în timpul Holocaustului. Din cauza faptului că romii au fost mult mai slab organizați comunitar în comparație cu comunitățile evreiești, este mai greu de stabilit numărul victimelor de etnie romă, dar Institutul de Cercetări ale Holocaustului afirmă că numărul asasinatelor împotriva romilor între anii 1939 și 1945 a fost între 500.000 și 1.500.000. În urma studiilor etnice, profesorul Ward Churchill a afirmat că numărul victimelor rome l-a depășit proporțional pe cel al evreilor, dar că tragedia acestora a fost marginalizată și ignorată de societate și de către cercetători. Exterminarea romilor din Boemia și Moravia a fost atât de cruntă încât, astăzi, limba romă boemă a devenit limbă moartă.

## Antițigănismul modern
Discriminarea romilor a continuat și după cel de-al Doilea Război Mondial și continuă și în prezent, cu precădere în țările din estul Europei precum România, Bulgaria, Slovacia, Serbia, Ungaria, Slovenia, dar și în țări precum Italia, Spania sau Franța. Adesea, romii trăiesc în cartiere mărginașe sau în comunități izolate de restul populației, uneori în ghetouri sau tabere ilegale și sunt supuși discriminării sociale la locul de muncă și în școli, fiind ținte ușoare ale abuzurilor organelor de poliție și a violenței motivate de etnie. Romii sunt frecvent folosiți în discursurile politice de majoritatea partidelor de extrema dreaptă pentru a justifica atitudini și acțiuni xeonofobe și rasiste și pentru a-și întări pozițiile electorale. În unele cazuri, astfel de discursuri au fost urmate de acte de violență.
Zeci de mii de romi sunt evacuați forțat din casele lor în fiecare an, mulți fiind nevoiți să trăiască mai apoi în tabere ilegale, fără căldură și apă caldă, unde uneori sunt atacați.
Un raport din 2012 Amnesty International dezvăluie o serie de cifre profund îngrijorătoare. În Irlanda, speranța de viață a nomazilor de sex masculin era cu 15 ani mai mică decât media națională. În Moldova, 59% din romi trăiau în sărăcie absolută, iar în Slovacia două treimi din copiii romi se aflau în grija statului. În ciuda deciziei Curții Europene a Drepturilor Omului, conform căreia copiii romi nu ar trebui educați separat de populațiile majoritare sau în școli pentru copiii cu nevoi speciale, aceasta continua să fie realitatea în multe țări, precum Ungaria, Republica Cehă, Slovacia sau România. În unele cazuri, autoritățile europene au mustrat țări membre pentru segregarea forțată a acestora. Există exemple de țări, printre care și România, unde romii au avut locuri speciale în unitățile de învățământ dar care nu au fost ocupate.
În Cehia, conform unui sondaj de opinie, 90% dintre locuitori nu își doresc ca vecini o familie de romi, considerându-i hoți și paraziți sociali. De asemenea, majoritatea cuplurilor din Cehia preferă să adopte copii nou-născuți albi, indicând prejudecată în privința copiilor de etnie romă.
Din 2006, mulți dintre romii care trăiau în Kosovo s-au regăsit în taberele de refugiați din Serbia și Muntenegru. Cei care au rămas suferă discriminări din partea albanezilor kosovari și sunt considerați colaboratori ai autorităților sârbe. În 2007, trei femei din Slovacia au primit indemnizații de la un spital care le-a sterilizat fără consimțământul lor pe când erau încă minore. Chiar dacă sterilizările fuseseră efectuate între anii 1999 și 2002, plângerile femeilor afectate nu fuseseră acceptate de tribunale decât după mulți ani.
În luna iulie 2008, un tribunal din Italia a declarat că antițigănismul este o practică acceptabilă în locurile unde romii fură. Prin această hotărâre, judecătorii au sprijinit cererile acuzatorilor care au cerut expulzarea romilor din Verona în 2001. În Italia au existat nenumărate declarații discriminatorii etniei rome venite chiar de la persoane importante ale politicii italiene precum prim-ministrul Silvio Berlusconi sau ministrul afacerilor interne Roberto Maroni. Aceste acte au fost denunțate de Parlamentul European, care le-a considerat discriminatorii împotriva romilor și a cerut Italiei să renunțe la aceste propuneri.
Thomas Hammarberg, comisar european însărcinat cu drepturile omului a declarat în august 2008 că sensibilitatea și retorica actuală împotriva romilor este foarte asemănătoare cu cea folosită de naziști și fasciști înainte de începerea masacrelor și uciderilor în masă din anii 1930-1940. Din nou se afirmă că romii sunt o amenințare pentru siguranța și sănătatea publică. Nu se face distincție între criminali și restul populației rome. Este o atitudine rușinoasă și primejdioasă.
În august 2010, guvernul francez condus de Nicolas Sarkozy a ordonat desființarea tuturor taberelor ilegale din Franța care erau alcătuite în majoritate din români de etnie româ, iar locuitorii acestor tabere au fost repatriați primind un ajutor bănesc de 300 euro pentru adulți și 100 de euro pentru copii. Aceste măsuri au dus la aspre critici din partea Comisariatului de Justiție al Europei reprezentat de Viviane Reding, José Manuel Durão Barroso, președintele Comisiei Europene, și Angelei Merkel, cancelarul german.

## Persecuția romilor în cultura populară

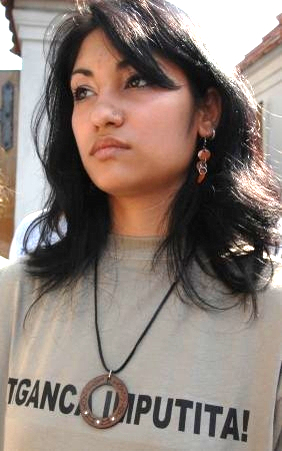
Femeie de etnie romă protestând împotriva discriminării și prejudecăților

### În filme
Centrul European pentru Cercetarea Antițigănismului (instituție localizată in Hamburg, Germania și fondată cu scopul investigării antițigănismului utilizând mijloace de analiză științifică), a depus oficial o serie de plângeri penale împotriva actorului Sacha Baron Cohen care l-a interpretat pe Borat Sagdiiev într-un film de documentar fictiv, distribuitorul filmului în Germania, studioul de producție 20th Century Fox, și canalelor media care au distribuit materialele promoționale pentru film, argumentând că filmul incită la violență (printre altele, personajul face referință în film la accidentarea intenționată a romilor cu autoturismul) și ostilitate împotriva romilor și la încălcarea legilor germane cu privire la discriminare. O parte din acțiunea din film se petrece în cătunul kazah Borat, care este în realitate localitatea Glod, un sat cu populație majoritar romă din România.
Filmul Aferim!, regizat de Radu Jude, este considerat un prim și important pas către recunoașterea problemelor legate de rasism și antițigănism în România, ca societate multientnică. Povestea urmărește un zapciu din Valahia secolului XIX pornit în căutarea, capturarea și returnarea către stăpân a unui țigan sclav fugit de pe moșie.

### În publicistică și cărți
În cartea Tintin, în capitolul Bijuteriile lui Castafiore, se critică antițigănismul, romii care se instalează pe proprietatea căpitanului Haddock fiind pe nedrept învinuiți de furtul smaraldului Biancăi Costafiore.

### În cultura populară românească
În folclorul românesc sintagme precum „te îneci ca țiganul la mal", „țiganu-i tot țigan", „s-a deprins ca țiganul cu scânteia",„dacă nu stai cuminte, vine țiganul și te fură" și altele care portretizează aproape invariabil romii într-o lumină negativă sau comportă un sens peiorativ sunt frecvent întâlnite.

## Antițigănismul în România
România găzduiește actualmente cea mai numeroasă populație de romi din Europa și este a doua țară din lume în acest sens, după Turcia. Se estimează ca trăiesc în jur de două milioane de romi în România, însă datele statistice reale sunt dificil de obținut, un procent semnificativ din populație refuzând să își declare apartenența etnică, conform recensământului efectuat în 2011. Motivele pentru care romii nu-și declară etnia sunt atât pe fond istoric (teama bătrânilor de deportare și epurare etnică), dar și actuale, ca rezultat direct al discriminării etnice: dificultatea sau imposibilitatea obținerii unui loc de muncă, lipsa accesului la educație și servicii medicale, necunoașterea drepturilor dar și eticheta profund negativă atașată de populația majoritară acestei minorități, alimentând sentimentul de rușine și neadecvare. O problemă rezultată din nedeclararea aparteneței la un anumit grup etnic este subestimarea reprezentativității grupului în raport cu populația majoritară.
Comunitatea romă din România continuă să fie vizată de acte severe de discriminare și să sufere o atitudine ostilă din partea populației majoritare.
Într-un studiu realizat de Centrul de Sociologie Urbană și Regională (CURS) în 1997 în România, 67% dintre persoanele participante au manifestat deschis o atitudine anti-romi, în timp ce 27% și-au exprimat lipsa oricărui interes în ceea ce privește minoritatea romă, iar într-un sondaj național realizat în 2009 de Consiliul Național pentru Combaterea Discriminării, 72% dintre români cred că romii încalcă legile, 48% au spus că reprezintă o rușine pentru România, 45% că le este frică de ei când îi văd pe stradă, iar 20% cred că ar trebui să le fie interzis accesul în anumite magazine și localuri.

### Antițigănism instituționalizat
O serie de schimbări majore privind tipurile de abuz săvârșite împotriva romilor au fost semnalate în urma investigațiilor efectuate de Centrul European al drepturilor romilor în 1996, precum înlocuirea violenței comunitare cu antițigănismul instituționalizat - au existat razii organizate de poliție în comunitățile de romi.
În ultimele două decenii, unele autorități publice locale au efectuat evacuări forțate ale familiilor de romi în mijlocul iernii, adesea cu mulți copii, fără furnizarea unor alternative de adăpost pentru aceștia, în ciuda reglementărilor internaționale care interzic acest gen de acțiuni, încălcând astfel drepturile copilului și drepturile omului.
Curtea Europeană a Drepturilor Omului a sancționat România în două rânduri pentru încălcarea articolului 14.
În 2014, mass-media din Suedia a atras atenția Comisiei Europene că România nu utilizează fondurile puse la dispoziție pentru eforturile de integrare a romilor. În acest scop, statul suedez s-a oferit să trimită o echipă la București pentru supervizarea utilizării adecvate a acestor fonduri, însă statul român a refuzat oferta.

## Măsuri de represiune
Formele de represiune ale autorităților și ale societății au fost foarte variate, pornind de la simpla marginalizare, trecând prin segregare forțată și ajungând până la crimă și genocid. Ca răspuns al fiecărui act discrimator, etnia romă a găsit căi și mecanisme de supraviețuire prin ascundere, adaptare sau fugă. 
- Expulzarea - la un moment dat în istoria lor, toate țările europene au emis un ordin de expulzare a cetățenilor romi; cu toate acestea au rămas grupuri izolate care au generat noi comunități
- Deportarea - în țări precum Anglia sau Portugalia s-a folosit transportarea silită a romilor către coloniile americane, în opoziție cu politica spaniolă care interzicea emigrarea romilor către coloniile spaniole din America și ordona întoarcerea celor deja plecați.
- Înrobirea - romii au fost ținuți robi în Țara Românească, Moldova, Transilvania și Ungaria.
- Asimilarea - de-a lungul vremilor, în multe țări, romii au fost obligați să renunțe la nomadismul tradițional, la veșmintele tradiționale, la limba maternă și la obiceiuri. Acest lucru are loc și astăzi în majoritatea societăților europene.
- Izolare - s-a încercat uneori izolarea romilor în regiuni stăpânite de ei, aici amintind propunerea lui Antonescu sau încarcerarea romilor din Spania din timpul regelui Ferdinand al VII-lea.
- Exterminarea - în timpul celui de-al Doilea Război Mondial, naziștii și aliații lor din Axă, printre care și România, au ucis circa 220.000 de romi.[49]

## Vezi și
- Deportarea romilor în Transnistria
- Genocidul romilor (Poraimos)